# Gångstig

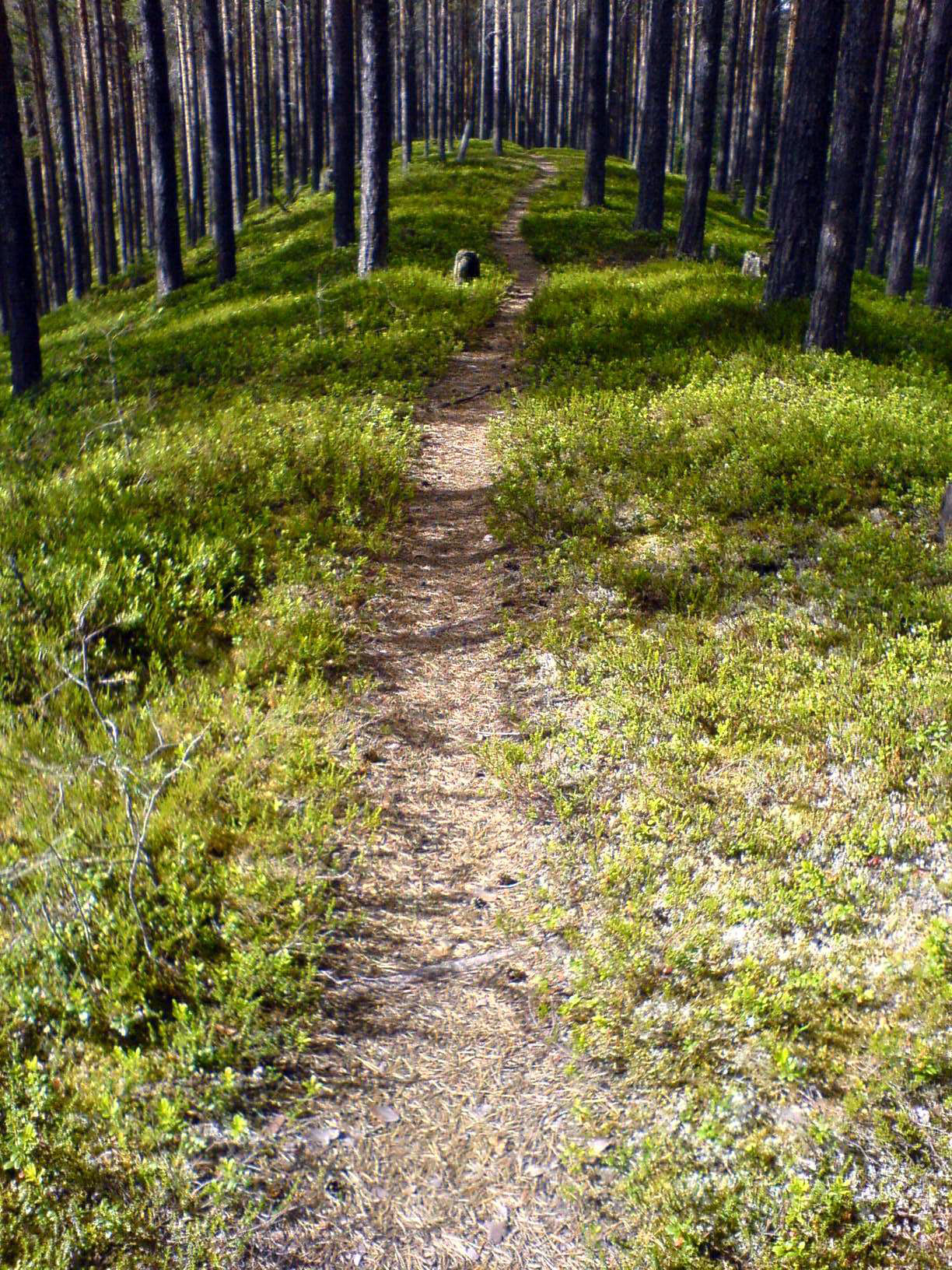
Stig utanför Backe i Jämtlands län.

En gångstig eller stig är ett smalt stråk för i första hand gående. En naturstig är en stig som är avsedd i första hand för rekreation, ofta med markeringar och uppsatta informationsskyltar om naturen.
Naturliga stigar är vanliga framför allt i vältillgängliga skogsområden och andra områden med "naturlig" markvegetation, men kan också bildas exempelvis vid strategiska passagesträckor över gräsområden i tätbebyggelse. Den naturliga stigen har uppkommit genom slitage från fötter och kanske en gång hovar, vilket har glesat ur, nött ner och tagit bort markvegetation längs ett smalt stråk. Närvaron av stigen har sedan lett till att ytterligare vandrare valt samma stråk och på så sätt hindras den från att växa igen. Dikesbildningar från forna tiders mer vältrafikerade stigar finns på vissa ställen kvar som så kallade hålvägar.
Fördelarna med att välja en befintlig stig i skogen är bättre framkomlighet och bättre möjligheter att hitta.

## Galleri

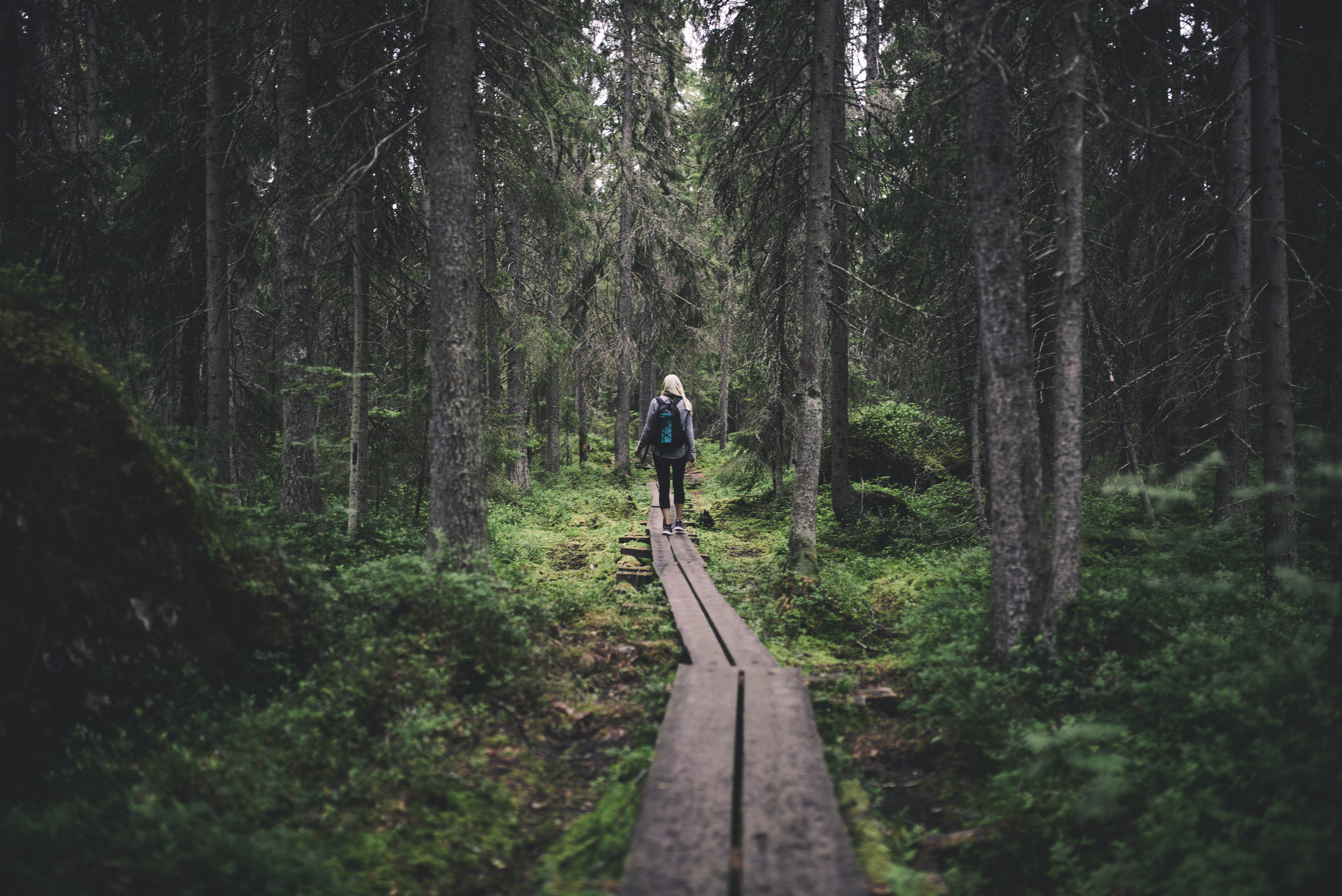
Öjens naturstig i Vasa i Finland.
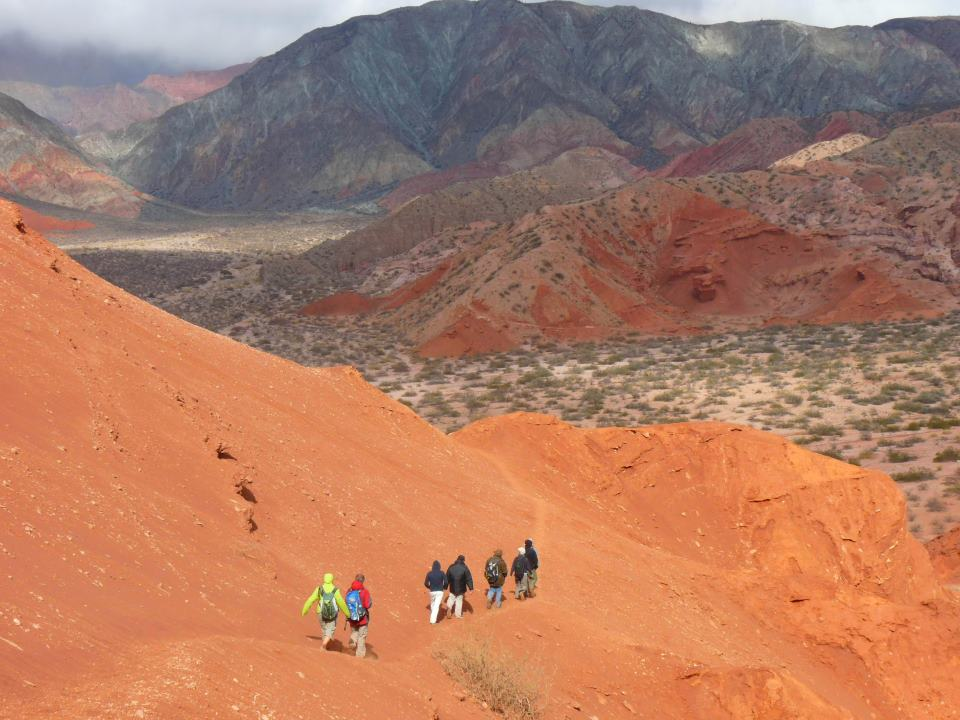
En gångstig i Argentina.